# SK바이오사이언스
SK바이오사이언스는 백신 등을 생산하는 대한민국의 생명공학 기업으로 SK케미칼의 자회사이다.

## 역사
SK케미칼은 화학합성의약품·바이오의약품·천연물의약품·혈액 제제·백신 등의 연구개발(R&D)와 생산·판매를 전부 담당하다가, 혈액 제제 부문은 SK플라즈마, 백신 부문은 SK바이오사이언스를 설립하여 2018년 7월 분사시켰다.
2024년, 독일의 글로벌 제약·바이오 기업 클로케 그룹과 의약품 위탁 생산(CMO) 및 위탁개발생산(CDMO) 전문 회사 IDT 바이오로지카를 인수하였다.
SK바이오사이언스와 SK바이오팜은 모두 SK그룹에 속하지만, 지배 구조에는 차이가 있다. SK바이오팜은 SK계열이고 SK바이오사이언스는 SK디스커버리의 계열이다.

## 사업
본사는 경기도 성남시 분당구에 소재해 있다. 대한민국 국내 최초의 세포 배양 백신 공장은 SK바이오사이언스의 안동 백신공장이다. 이 공장은 설비 투자 1,600억원, 연구개발 400억원 등 총 2,000여 억원이 투입되어 2012년 12월 완공되었다.

## 제품

### L하우스
경상북도소재의 안동 L하우스 백신센터는 세계적인 규모의 백신 가동율을 보여주는 글로벌 생산공장이다. 
L하우스는 CEPI(세계감염병연합)의 차세대 코로나19 백신 지원 프로그램인 Wave2 프로젝트 최초 피선별자이며 백신 개발이 완료되면 코백스 퍼실리티(COVAX facility)를 통해 수억회 접종 물량을 전세계에 공급할 수 있는 가동능력을 보유한 곳이다.

### 세포배양방식
L하우스는 세계최초로 친환경인증(LEED) 골드등급을 받은 백신생산 건축물이며 이러한 친환경설비공장의 프레임을 기반으로 GMP(Good Manufacturing Practice, 우수 의약품 제조·관리 기준)가 구현되었다는점에서 시사하는 바가 크다.  이러한 L하우스는 유정란배양방식이 아닌 국내최초의 세포배양방식 백신공장이다.

### 코로나19 백신 개발 및 위탁생산
SK바이오사이언스는 현재 아스트라제네카사의 코로나19 백신 1종을 위탁생산, 1종은 기술이전을 받아 생산하고 있다. 또한 자체적으로도 코로나19 백신 개발에도 착수해 임상 3상을 진행 중이다.